# Oude Kerk (Heemstede)
De Oude Kerk is een Nederlands Hervormde kerk gelegen aan de Achterweg 17 A in het Noord-Hollandse Heemstede. De eenbeukige kerk werd gebouwd in 1623-1625 in gotische trant.

## Geschiedenis
Reeds in 1345 werd op de plaats van de kerk een kapel opgericht. Deze was gesticht ter nagedachtenis aan graaf Willem IV, die tijdens de Slag bij Warns op 26 september van dat jaar was omgekomen. Ze werd tijdens het Beleg van Haarlem in 1573 verwoest. De muren bleven wel gedeeltelijk intact. Toen Adriaan Pauw, de latere raadpensionaris van Holland, in 1629 ambachtsheer van Heemstede werd, nam hij het initiatief om de Oude Kerk te herbouwen. In 1623 werd de eerste steen gelegd en twee jaar later werd de kerk in gebruik genomen. In 1652 werd een dwarsarm toegevoegd en in 1759 het daktorentje.
In de kerk bevindt zich een grafmonument van Adriaan Pauw met grafkelder. Tussen 1636 en 1776 zijn hier de leden van het geslacht Pauw bijgezet. Deze kelder werd ontdekt in 2015 bij een restauratie.
In de klokkenstoel hangt een klok van Gobel Moer uit 1487 en een klok met jaartal 1759. Het mechanisch torenuurwerk stamt uit de 17e eeuw en werd in latere jaren voorzien van een elektrische winding.
In 1935 heeft men de noordvleugel gerestaureerd. De vijf ramen zijn daar in ouden stijl met handvormsteen gemetseld en er zijn eiken deuren en een galerijfront aangebracht. Ook het orgel is hierbij herzien en uitgebreid.
Sinds 1973 staat het gebouw als rijksmonument ingeschreven in het monumentenregister.
De kerk wordt gebruikt voor kerkdiensten en culturele activiteiten.

## Interieur
In de kerk bevindt zich een eenklaviersorgel dat in 1752 werd gemaakt door Andreas Johannes Paradijs voor de Hervormde Kerk in Oldebroek. Na overplaatsing van het orgel naar Kornhorn werd het in 1989 gerestaureerd en geplaatst in Heemstede. De preekstoel en heerlijkheidsbank komen beide uit het begin van de 17e eeuw.

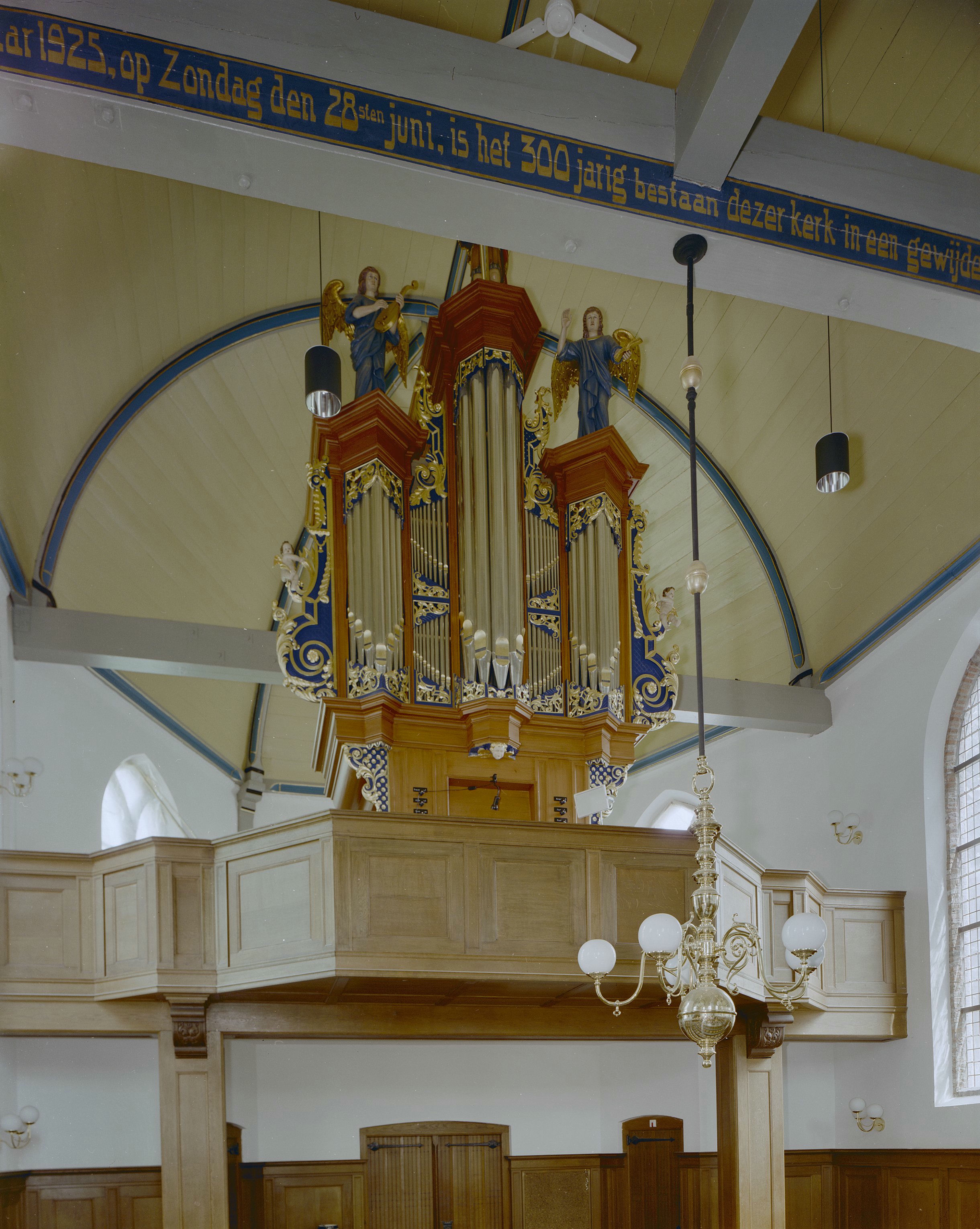
Het orgel
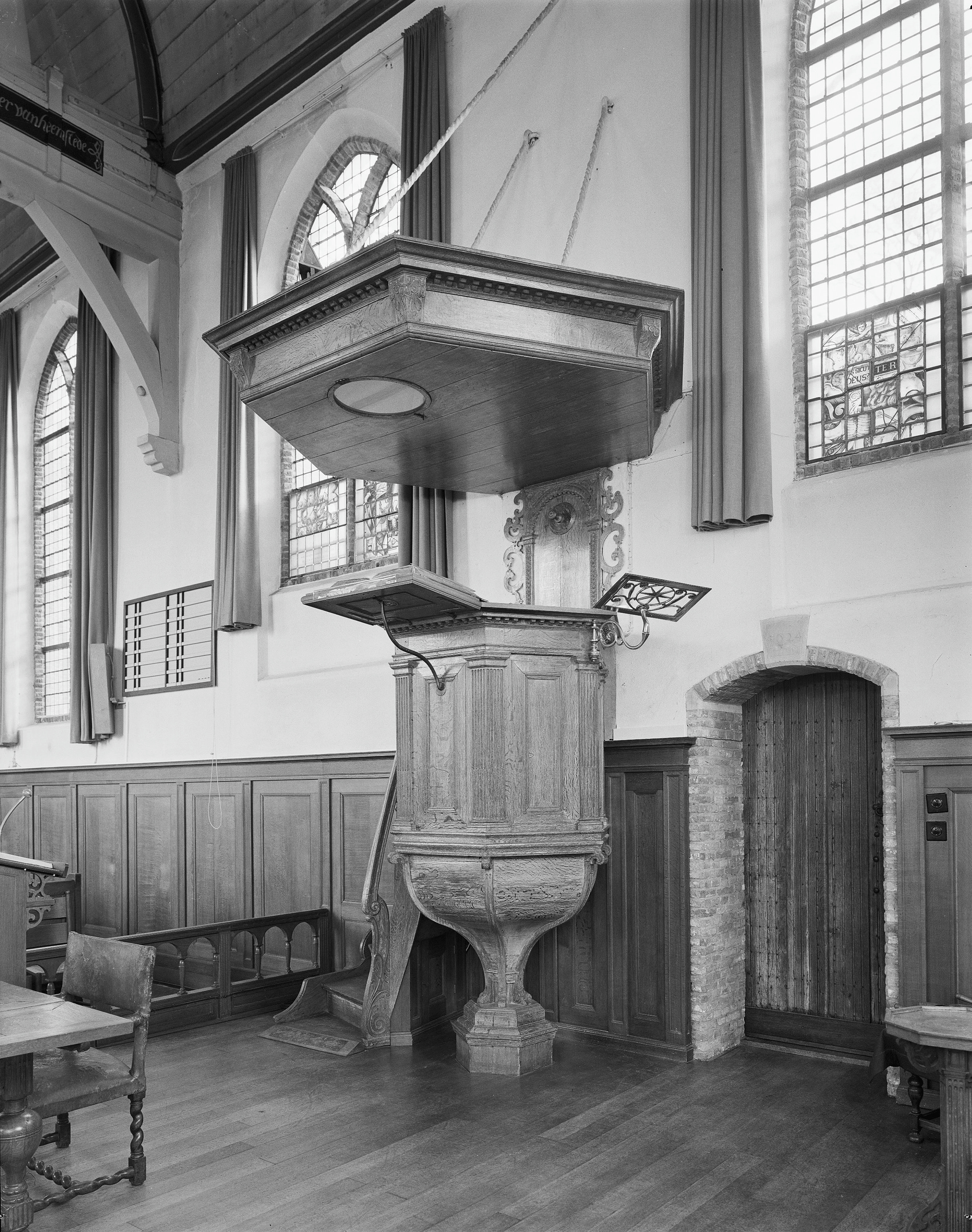
De preekstoel
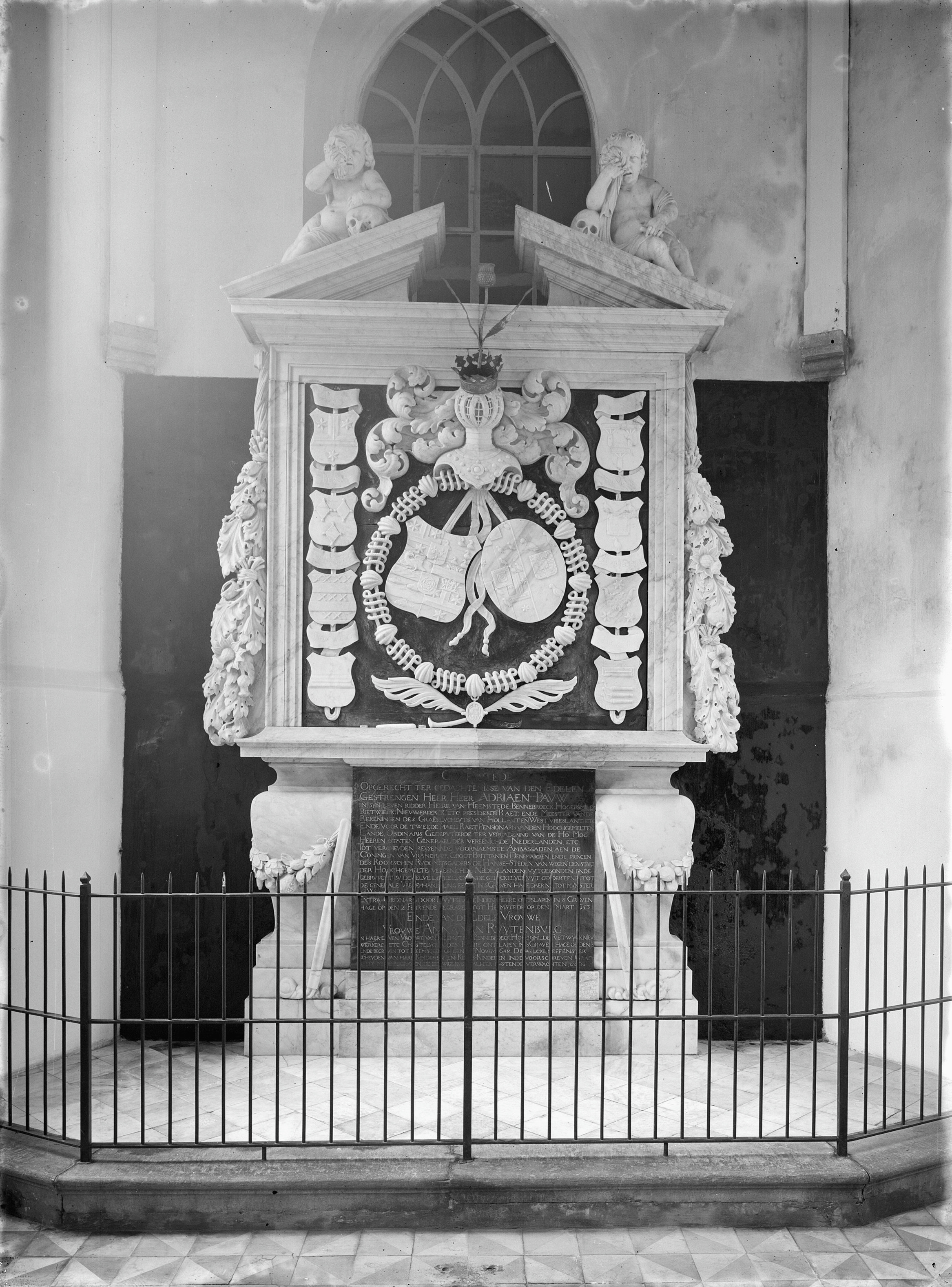
Het grafmonument van Adriaan Pauw
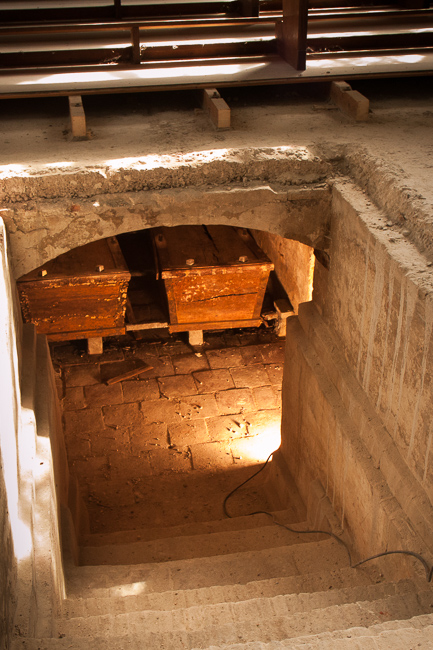
De toegang tot de grafkelder

1. ↑  Nederlands hervormde kerk in Heemstede